# Veliki Zdenci
Veliki Zdenci – wieś w Chorwacji, w żupanii bielowarsko-bilogorskiej, w mieście Grubišno Polje. W 2011 roku liczyła 914 mieszkańców.